# NDSM-plein
Het NDSM-plein is een plein in Amsterdam-Noord.
Het plein kreeg haar naam in de 21e eeuw, toen het voormalige scheepsbouwgebied van de Nederlandsche Dok en Scheepsbouw Maatschappij (NDSM) een herontwikkeling doormaakte. Wanneer de naam exact is vastgesteld is vooralsnog niet bekend, maar in 2014 komt het voor het eerst voor binnen de site Officiële bekendmakingen van de overheid (dit in verband met ontheffingen). In 2016 werd de omvang van het terrein opnieuw vastgesteld in verband met de verdere ontwikkeling van het gebied. Ook in de navolgende jaren kreeg ze nieuwe definities in verband met herinrichting van het plein, als ook nieuwe adresseringen (NDSM-straat, NDSM-kade). 
Het plein ligt voor 75 % ingeklemd tussen water. In het noorden ligt het oostelijk deel van het Cornelis Douweskanaal en Klaprozenweg, in het oosten het Zijkanaal I met daarover de Theo Fransmanbrug en in het zuiden het IJ.
Aan het plein staan de oude fabriekshallen van de scheepswerf, die een herbestemming konden krijgen, maar ook nieuwbouwwoningen. Op huisnummer 1 is gevestigd het STRAAT Museum; het betrok een oude lasloods op het terrein. Het gebouw is herkenbaar aan de metershoge schildering Let me be myself van Eduardo Kobra met een portret van Anne Frank. Op het plein zijn meer kunstuitingen in de openbare ruimte terug te vinden. Sommige daarvan zijn tijdelijk, andere zijn blijvend. De oudste uiting van kunst is vermoedelijk de Naald van Goedkoop uit 1944 toen hier ondanks de Tweede Wereldoorlog een feest werd gehouden (50 jaar NSM). Een ander beeld is Rebirth magick van Camile Smeets. In de zomer van 2022 stond op het plein het grote kunstwerk opgebouwd uit stadsbussen Monument van Manaf Halbouni uit 2017, ter nagedachtenis van omgekomen Syriërs. Van oktober 2022 tot december 2023 is In tune van Henk Schut te horen en te zien.
Geschat wordt dat herontwikkeling van het totale terrein tot minstens 2034 zal plaatsvinden.    
Vanuit Amsterdam-Centrum is het plein te bereiken via een van de Amsterdamse veren, zowel vanaf de Pontsteiger als vanaf de steigers achter het Station Amsterdam Centraal (gegevens 2022).

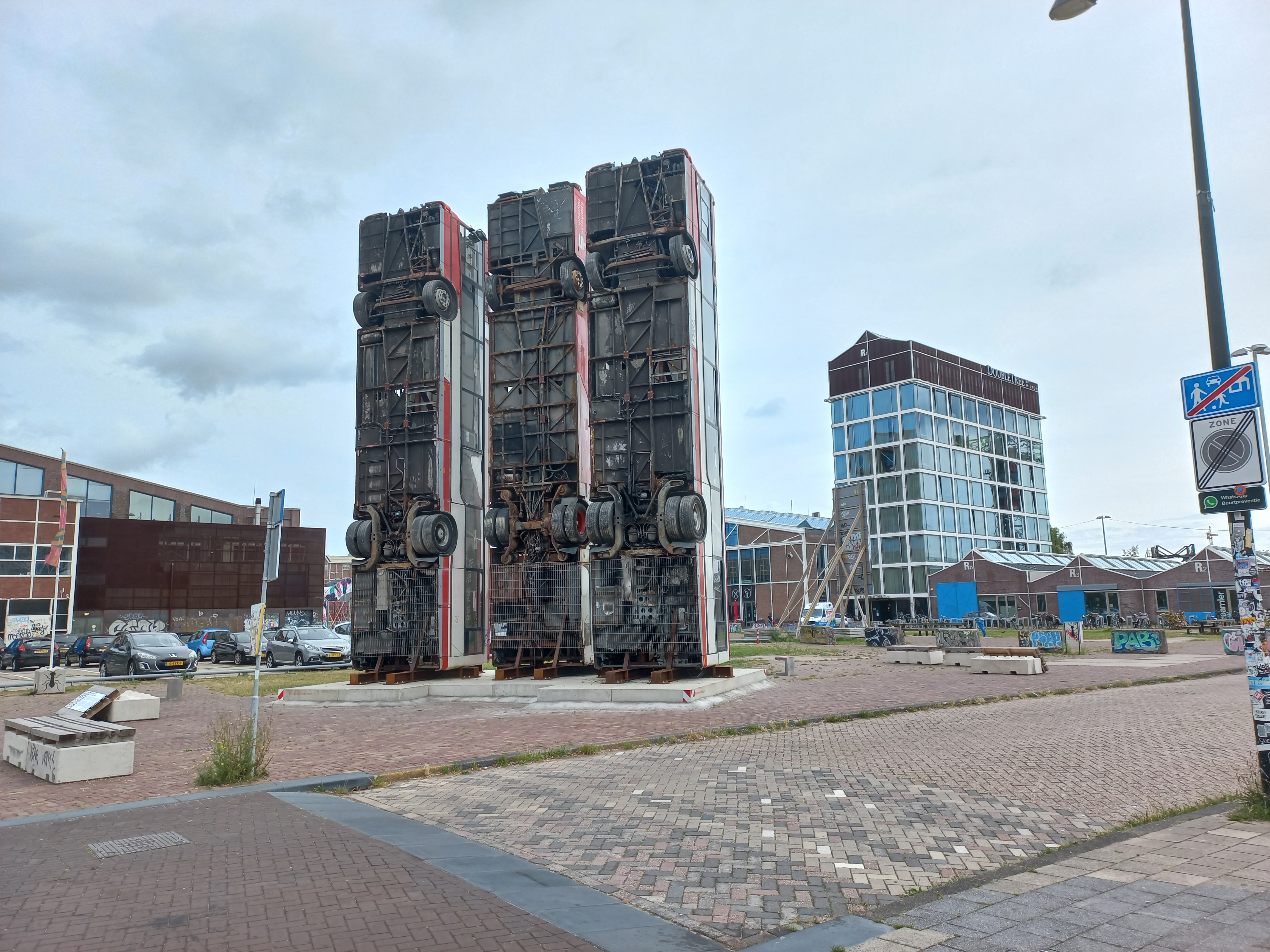
Monument van Halbouni (augustus 2022)

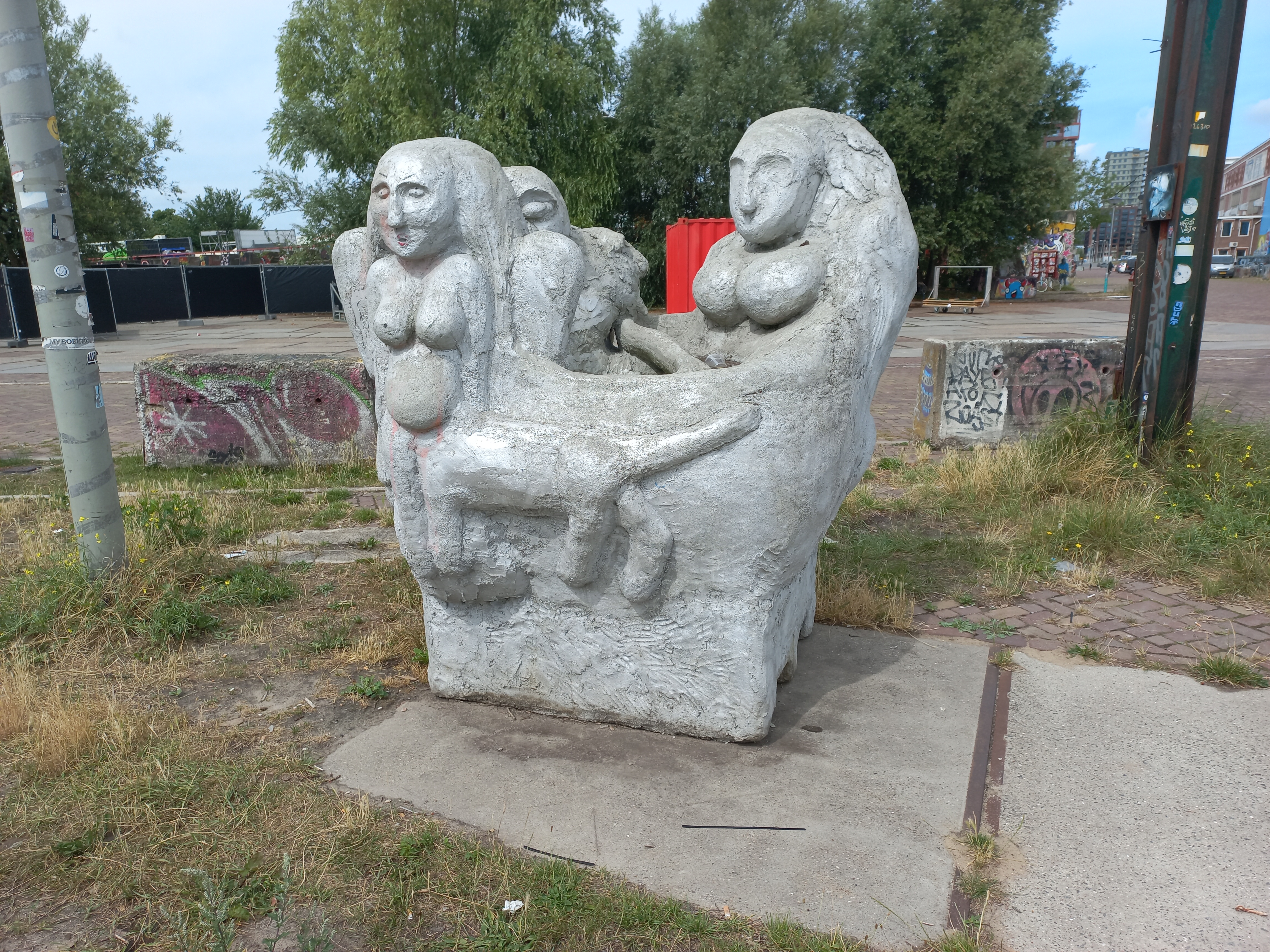
Rebirth magick (augustus 2022)